# Cross Vault
Cross Vault ist eine 2013 gegründete Epic-Doom-Band.

## Geschichte
M. und N. gründeten Cross Vault 2013 aus der gemeinsamen Vorliebe für Traditional und Epic Doom. Die Musiker kannten sich lange und hatten Erfahrungen mit dem gemeinsamen musizieren in anderen Projekten. Mit der Gründung nutzten die Musiker ihre Initialen um Implikationen aus Rückschlüssen hinsichtlich anderer Projekte zu vermeiden. Dass sich hinter „N.“ Niklas „Nerrath“ Thiele von Licht erlischt … und Horn verbirgt wurde derweil dennoch zügig publik. Im Sommer des Gründungsjahres begann das Duo mit der Arbeit an gemeinsamer Musik. N. spielte Schlagzeug und Sang, während M. Bass und Gitarre spielte. Zum Spätherbst spielte Cross Vault das Debüt ein. Das Label Eyes Like Snow veröffentlichte das Debüt Spectres of Revocable Loss am 20. Juni 2014. Nach den Aufnahmen formierte das Duo ein Live- und Session-Lineup um Konzerte und Aufnahmen zu gestalten. Aus der vagen Konstellation wuchs zunehmend eine konstante Bandbesetzung. Als erstes wurde Schlagzeuger „B.“ alias Benjamin „Skullsplitter“ Fritsch aufgenommenen, nachdem er N. und M. als Session-Musiker beeindruckt hatte. Von 2014 bis 2015 nahm das Trio das zweite Album The All-Consuming auf. Northern Silence Productions veröffentlichte The All-Consuming am 6. November 2015. Nach den Aufnahmen zu The All-Consuming bestritt die Band zunehmend Konzerte, aus denen G. und F. als feste Mitglieder der Band hervorgingen. Als Quintett folgte mit Miles to Take eine EP, die am 18. November 2016 über Iron Bonehead Productions veröffentlicht wurde. Mit As Strangers We Depart erschien, erneut über Iron Bonehead Productions, das dritte Album am 28. Mai 2021. Das Album wurde vollständig von G. geschrieben und von G. und B. arrangiert.

## Stil
Die Musik von Cross Vault spielt mit Elementen des Epic Doom und des Traditional Doom. Insbesondere das Debütalbum wurde in stilistischer Nähe zur britischen Band Warning gesehen. Spätere Veröffentlichungen wurde hinzukommend eine atmosphärische Nähe zu Bathory attestiert. Der mit Hall versehene und in den Hintergrund gemischte Klargesang wird als dunkel, kraftvoll beschrieben. Das Gitarrenspiel gilt als besonders melancholisch und tragend für die Atmosphäre der Musik. Dabei wecken gedoppelte Leads und Riffs Erinnerungen an My Dying Bride.

## Diskografie
- 2014: Spectres of Revocable Loss (Album, Eyes like Snow)
- 2015: The All-Consuming (Album, Northern Silence Productions)
- 2016: Miles to Take (EP, Iron Bonehead Productions)
- 2021: As Strangers We Depart (Album, Iron Bonehead Productions)